# Moonwalker
Moonwalker, også kendt som Michael Jackson: Moonwalker, er en amerikansk fantasy-musicalfilm udgivet i 1988 af sangeren Michael Jackson.
Filmen blev udgivet i USA den 18. november 1988 og havde premiere i de danske biografer i december 1988. Historien er fortalt med musik og dans og fyldt med speciel effects der forgår i et fantasy-univers. I nogle af filmens scener er der i stedet for mennesker levende lerfigurer.
I filmen er han venner med de tre børn Zeke, Sean (Zekes storebror) og pigen Kellie. Han er forfulgt af den sindssyge forbryderkonge og narkohandler ved navn Mr. Big (Joe Pesci). Bigs plan er at alle mennesker i hele verden skal være afhængige af narko og først og fremmest børn. Til at hjælpe sig med at kidnappe børn har han en masse bevæbnede håndlangere.
I stedet for at man følger en hovedperson, er filmen en samling kortfilm omkring Jackson, hvor adskillige af dem er lange musikvideoer fra Jacksons Bad album. Film er navngivet efter hans danseteknik moonwalk, der var en af hans kendetegns moves. Dansetrinets navn blev navngivet af medierne, ikke af Jackson selv, men han valgte selv titlen til filmen. 
En kort biografisk film omkring Jackson, der dækker hans tidlige år fra Jackson 5 indtil Bad World Tour. Dele af de forskellige sange bliver spillet i filmen:
- "Music and Me"
- "I Want You Back"
- "ABC"
- "The Love You Save"
- "2-4-6-8"
- "Who's Lovin' You"
- "Ben"
- "Dancing Machine"
- "Blame It on the Boogie"
- "Shake Your Body (Down to the Ground)"
- "Rock with You"
- "Don't Stop 'til You Get Enough"
- "Can You Feel It"
- "Come Together"
- "Human Nature"
- "Beat It"
- "Thriller"
- "Billie Jean"
- "State of Shock"
- "We Are the World"
- "The Way You Make Me Feel"
- "Dirty Diana"

## Medvirkende
- Michael Jackson – Michael Jackson
- Joe Pesci – Frankie "Mr. Big" LiDeo
- Sean Lennon – Sean
- Kellie Parker – Katie
- Brandon Quintin Adams – Unge Michael / Zeke